# Акжар (Уилский район)
Акжар (каз. Ақжар) — село в Уилском районе Актюбинской области Казахстана. Административный центр Каиндинского сельского округа. Код КАТО — 155235100.

## Население
В 1999 году население села составляло 1550 человек (821 мужчина и 729 женщин). По данным переписи 2009 года, в селе проживало 1018 человек (513 мужчин и 505 женщин).